# Dotto Trains
Dotto (officiellement Dotto Trains) est une société italienne, basée à Castelfranco Veneto, spécialisée dans la construction de petits trains routiers touristiques. Elle est fondée en 1966 par Ivo Dotto et commence à construire des trains sur pneumatiques dès 1966, devenant une société précurseure dans ce domaine.

## Histoire
En 1962, Ivo Dotto construit un petit train sur rail puis, constatant que son véhicule attire de nombreux enfants, il construit un petit train sur pneumatiques quatre ans plus tard, en 1966.
Ces petits trains sont alors principalement destinés aux enfants. En 1972, un train adapté aux adultes est construit et les véhicules, jusque-là commercialisés en Italie, commencent à être exportés à l’international.
En 1995, la société révise ses produits afin de pouvoir les rendre électriques. Cinq ans plus tard, des trains routiers au design aérodynamiques commencent à être développés sous le nom TM970.
En 2006, une nouvelle gamme voit le jour :  Funny Trains. Sous ce nom, la société désigne des trains sur pneumatiques au design particulier et aux couleurs chaudes. L’un de ses véhicules est utilisé à Esino Lario lors de la conférence internationale Wikimania en juin 2016.
Depuis 2014, la société propose des trains électriques répondant aux dernières normes européennes sous le nom de Dottobus.

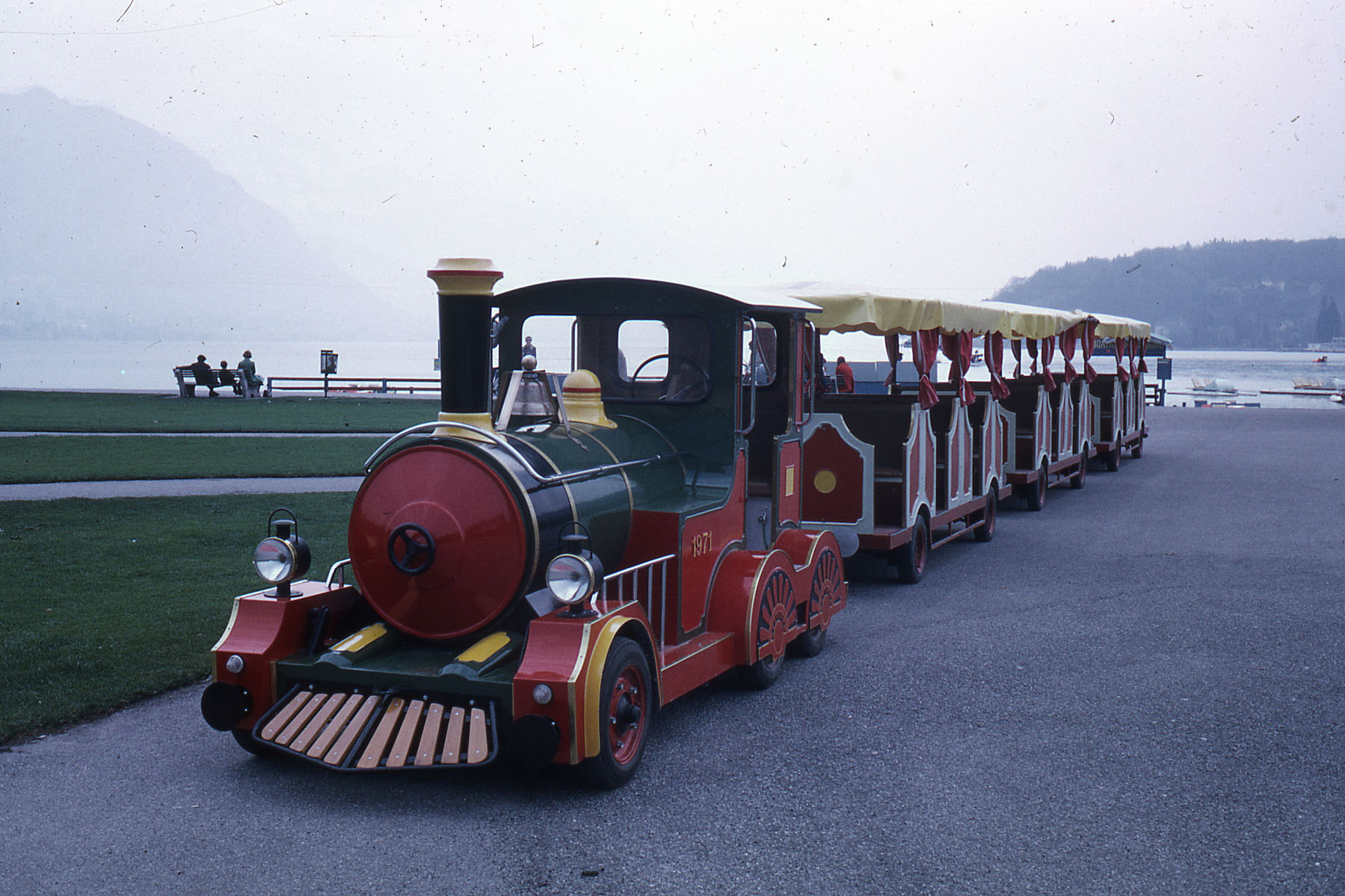
L’un des premiers trains Dotto français, ici à Annecy, en 1974.
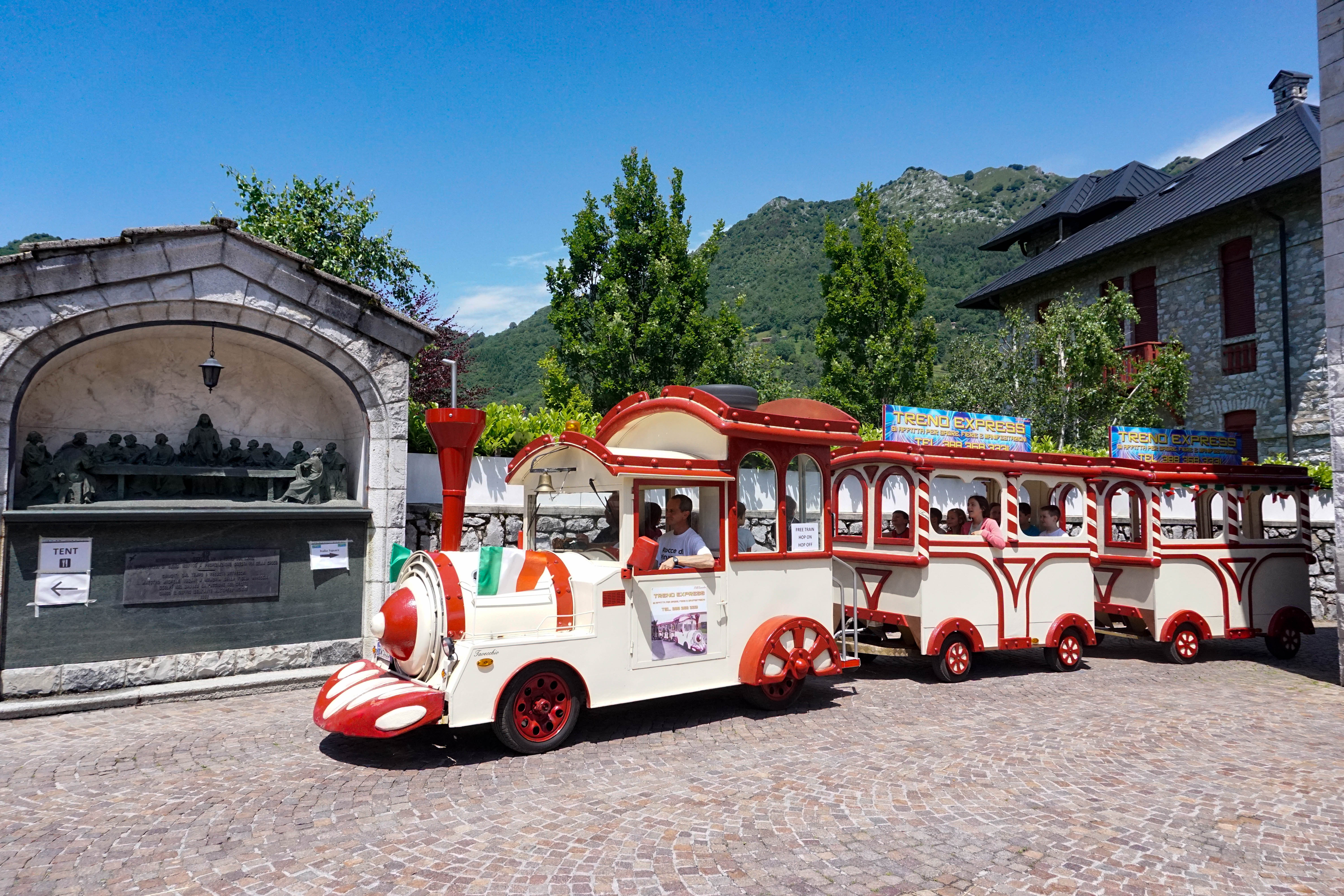
Le Funny Trains présent à Esino Lario lors de la Wikimania 2016.
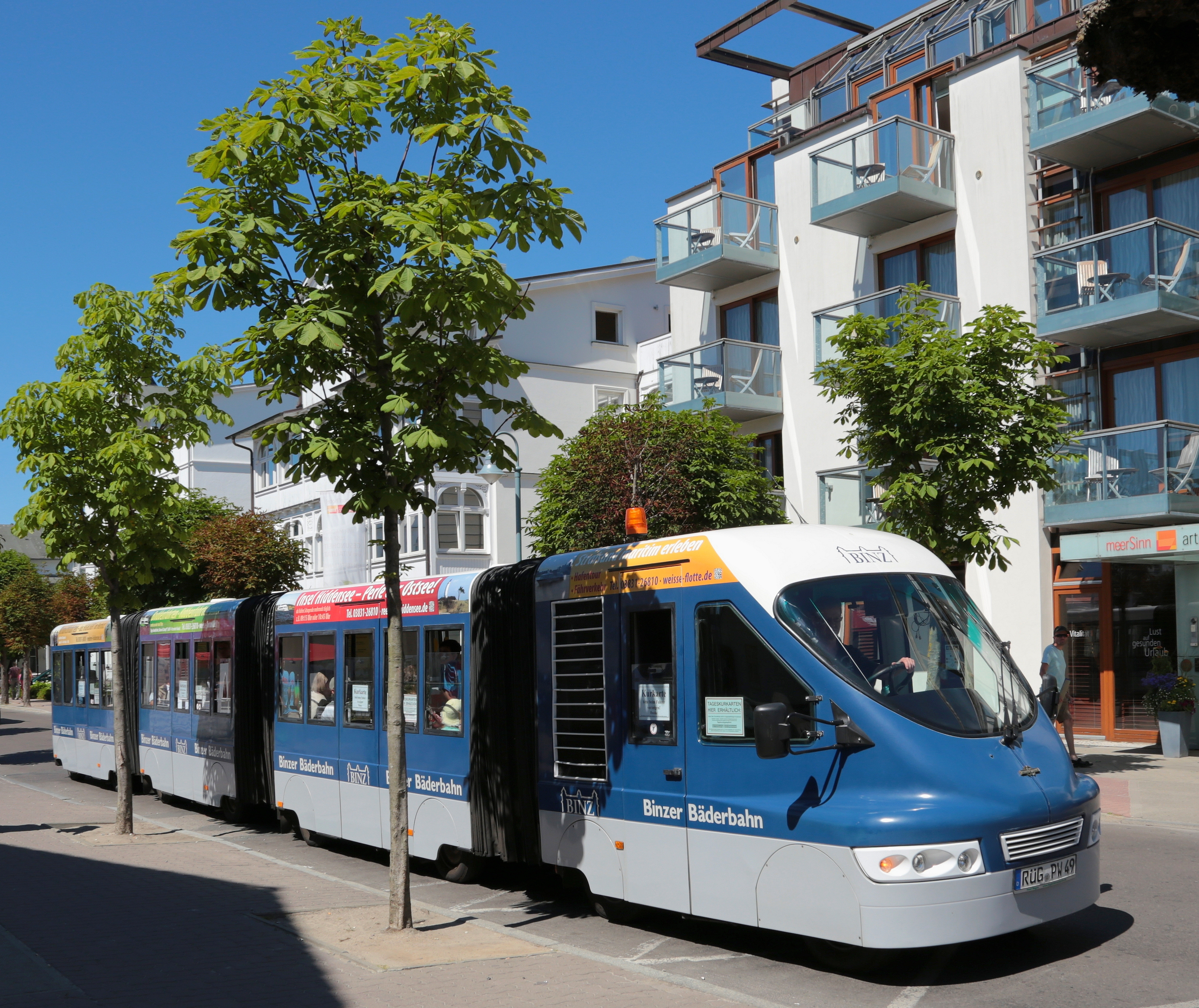
Un train Dotto du modèle TM970, ici à Binz, en Allemagne, en 2013.